# Martin Bergeron
Martin Bergeron (* 20. Januar 1968 in Verdun, Québec) ist ein ehemaliger kanadischer Eishockeyspieler.

## Karriere
Bergeron begann seine Karriere in der kanadischen Juniorenliga Quebec Major Junior Hockey League. Dort spielte er seit 1985 vier Spielzeiten für die Drummondville Voltigeurs. Er machte mit guten Leistungen und überzeugenden Statistiken auf sich aufmerksam. Unter anderem war er Topscorer in seinem Team. In insgesamt 274 Spielen erzielte Bergeron 387 Scorerpunkte.
Im Sommer 1988 wurde er beim NHL Entry Draft in der fünften Runde an insgesamt 99. Stelle von den Verantwortlichen der New York Rangers gezogen. Anschließend wechselte er mehrmals innerhalb einiger amerikanischer Minor Leagues. Dabei spielte er eine Saison in der American Hockey League bei dem damaligen Farmteam der New York Rangers, den Binghamton Rangers.
Später wechselte Bergeron ins Ausland zum ERC Westfalen Dortmund, wo er zu den Leistungsträgern gehörte. Nachdem der Verein Konkurs gegangen war, sah sich auch Bergeron gezwungen, den Verein zu wechseln. So ging er in die Schweiz, wo er insgesamt fünf Jahre aktiv war. Vereinsstationen waren dabei unter anderem die ZSC Lions in der Nationalliga A, der höchsten Schweizer Eishockeyliga. Bergeron beendete seine aktive Eishockeykarriere 2007 beim Schweizer Klub CP Meyrin.

## Erfolge und Auszeichnungen
- 1992 ECHL Second All-Star Team

## Karrierestatistik
(Legende zur Spielerstatistik: Sp oder GP = absolvierte Spiele; T oder G = erzielte Tore; V oder A = erzielte Assists; Pkt oder Pts = erzielte Scorerpunkte; SM oder PIM = erhaltene Strafminuten; +/− = Plus/Minus-Bilanz; PP = erzielte Überzahltore; SH = erzielte Unterzahltore; GW = erzielte Siegtore; 1 Play-downs/Relegation; Kursiv: Statistik nicht vollständig)